# Эберлин, Иоганн Эрнст
Иоганн Эрнст Эберлин (нем. Johann Ernst Eberlin; 27 марта 1702 — 19 июня 1762) — немецкий композитор, капельмейстер и органист, писавший преимущественно духовную и хоровую музыку. Творил на переломе эпохи барокко и классицизма.

## Биография
Учиться музыке начал в 1712 году в Иезуитской коллегии Св. Сальватора в Аугсбурге. Его учителями были Георг Эггер и Бальтазар Сирилер, которые научили его играть на органе. С 1721 года изучал право в Бенедиктинском университете в Зальцбурге, однако через два года оставил учёбу и обратился к музыке. С 1727 года был органистом у архиепископа Зальцбургского
С 1729 года служил придворным и соборным органистом, с 1749 года — придворный концертмейстер и придворный органист Зальцбургского архиепископства.
Творчество И. Эберлина очень высоко оценивал Л. Моцарт, ставивший его в один ряд с A. Скарлатти и Г. Ф. Телеманом, хотя Эберлин не прожил столько же времени, сколько любой из этих двух композиторов.
Плодовитый композитор, произведения которого занимают не последнее место в музыкальной литературе. 
По определению музыковеда А. Шеринга, стиль Эберлина характеризуется «курьезным смешением неаполитанских и немецких элементов».
При жизни И. Эберлина были напечатаны только «Девять токкат и фуг для органа». Одна из этих фуг (ми минор) долгое время приписывалась И. С. Баху.
В числе его учеников - А. Адльгассер.

## Избранные музыкальные сочинения
- Missa in contrapuncto in g für Chor (1741)
- Giuseppe riconosciuto (de) (1750-е)
- Missa brevis in a für Soli (1753)
- La passione di Gesù Cristo (Salzburg 1755)
- Sant’Elena al Calvario
- Missa in C für Soli
- Missa quinti toni für Soli
- Missa Sancti Jacobi in B für Soli
- Missa secundi toni für Soli, gem. Chor und Orchester
- Missa septimi toni für Soli
- Missa solemnis brevis für Soli
- Te Deum, Dixit Dominus, Magnificat Reinhard G Pauly. 1971